# Arqueòpolis
Arqueòpolis fou una ciutat de la Còlquida a la vora del riu Phasis. Vers el 380 fou la capital de la Làzica, rang que va mantenir fins al 717. La fortalesa d'Arqueòpolis, que va rebre aquest nom dels romans d'Orient, a la que els georgians anomenaven Tsikhe Godji (Fortalesa de Goji o Kuji; aquest Godji/Godji o Kuji fou un rei semimític de Còlquida) està a la vora del riu en posició estratègica. El poble modern es diu Nikolakevi (georgià: ნოქალაქევი, Nokalakevi, que vol dir 'lloc on hi ha la ciutat') i forma part de la municipalitat de Senaki a la regió de Samegrelo-Zemo Svaneti de Geòrgia, i es troba a la vora del riu Tekhuri, a la part nord de la plana Còlquida. El jaciment arqueològic està a prop i ocupa 20 hectàrees. El 2011 es van reprendre les excavacions.